# Serie A1 2009-2010 (pallavolo maschile)
La Serie A1 italiana di pallavolo maschile 2009-2010 si è svolta dal 27 settembre 2009 al 9 maggio 2010: al torneo hanno partecipato quindici squadre di club italiane e la vittoria finale è andata per la prima volta al Piemonte Volley.

## Regolamento
Le squadre hanno disputato un girone all'italiana, con gare di andata e ritorno, per un totale di trenta giornate; al termine della regualar season:
- Le prime otto classificate hanno acceduto ai play-off scudetto, strutturati in quarti di finale, semifinali, entrambe giocate al meglio di tre vittorie su cinque gare, e finale, giocata a gara unica.
- Le ultime due classificate sono retrocesse in Serie A2.

## Squadre partecipanti
Al campionato di Serie A1 2009-10 hanno partecipato quindici squadre: quelle neopromosse dalla Serie A2 sono state la Pallavolo Loreto, vincitrice del campionato, e la Top Volley, vincitrice dei play-off promozione; una squadra che ha avuto il diritto di partecipazione, ossia la Pallavolo Pineto, è stata esclusa per inadempienze finanziarie: al suo posto è stato ripescato il Volley Forlì. Tuttavia la Pallavolo Pineto è stata riammessa al campionato per decisione dell'Alta Corte di Giustizia Sportiva e il Volley Forlì riportato in Serie A2: dopo il ricorso, anche il Volley Forlì è stato riammesso alla Serie A1.
| Club              | Città         | Palazzetto                           | Stagione precedente                                |
| ----------------- | ------------- | ------------------------------------ | -------------------------------------------------- |
| Piemonte          | Cuneo         | PalaBreBanca Cuneo                   | 3ª in Serie A1; Semifinali play-off scudetto       |
| Forlì             | Forlì         | PalaCredito di Romagna Forlì         | 13ª in Serie A1                                    |
| Top Volley Latina | Latina        | PalaBianchini Latina                 | 4ª in Serie A2; Vincitrice play-off promozione     |
| Loreto            | Loreto        | PalaSerenelli Loreto                 | 1ª in Serie A2                                     |
| Lube              | Macerata      | PalaFontescodella Macerata           | 1ª in Serie A1; Semifinali play-off scudetto       |
| Modena            | Modena        | PalaPanini Modena                    | 10ª in Serie A1                                    |
| Gabeca            | Monza         | Palazzetto dello Sport (Monza) Monza | 6ª in Serie A1; Quarti di finale play-off scudetto |
| Perugia           | Perugia       | PalaEvangelisti Perugia              | 4ª in Serie A1; Quarti di finale play-off scudetto |
| Piacenza          | Piacenza      | PalaBanca Piacenza                   | 5ª in Serie A1; Campione d'Italia                  |
| Pineto            | Pineto        | PalaMaggetti Roseto degli Abruzzi    | 12ª in Serie A1                                    |
| Prisma Taranto    | Taranto       | PalaMazzola Taranto                  | 11ª in Serie A1                                    |
| Trentino          | Trento        | PalaTrento Trento                    | 2ª in Serie A1; Finale play-off scudetto           |
| Treviso           | Treviso       | PalaVerde Villorba                   | 8ª in Serie A1; Quarti di finale play-off scudetto |
| BluVolley Verona  | Verona        | PalaOlimpia Verona                   | 9ª in Serie A1                                     |
| Callipo           | Vibo Valentia | PalaValentia Vibo Valentia           | 7ª in Serie A1; Quarti di finale play-off scudetto |

## Torneo

### Regular season

#### Risultati
| Prima giornata |                      |       |                                   |
|                |                      |       |                                   |
| Riposa:        | Forlì                | Forlì | Forlì                             |
| 27-09          | Cuneo-Verona         | 0-3   | 22-25, 17-25, 21-25               |
| 28-10          | Pineto-Vibo Valentia | 0-3   | 19-25, 19-25, 18-25               |
| 27-09          | Loreto-Treviso       | 2-3   | 25-23, 25-22, 20-25, 18-25, 11-15 |
| 27-09          | Modena-Macerata      | 2-3   | 20-25, 22-25, 25-23, 25-23, 13-15 |
| 27-09          | Perugia-Monza        | 3-2   | 25-22, 25-17, 16-25, 21-25, 16-14 |
| 27-09          | Taranto-Piacenza     | 1-3   | 20-25, 25-20, 20-25, 13-25        |
| 27-09          | Trento-Latina        | 3-1   | 25-17, 27-29, 27-25, 25-17        |

| Seconda giornata |                      |       |                     |
|                  |                      |       |                     |
| Riposa:          | Monza                | Monza | Monza               |
| 04-10            | Forlì-Cuneo          | 0-3   | 20-25, 22-25, 14-25 |
| 04-10            | Latina-Taranto       | 0-3   | 24-26, 19-25, 22-25 |
| 04-10            | Macerata-Pineto      | 3-0   | 25-22, 25-20, 25-21 |
| 04-10            | Piacenza-Loreto      | 3-0   | 25-21, 25-17, 27-25 |
| 04-10            | Treviso-Perugia      | 3-0   | 25-17, 25-20, 25-22 |
| 04-10            | Verona-Modena        | 0-3   | 18-25, 23-25, 18-25 |
| 04-10            | Vibo Valentia-Trento | 3-0   | 25-23, 25-18, 25-22 |

| Terza giornata |                       |        |                                   |
|                |                       |        |                                   |
| Riposa:        | Pineto                | Pineto | Pineto                            |
| 07-10          | Cuneo-Piacenza        | 3-1    | 23-25, 25-22, 35-33, 25-20        |
| 07-10          | Loreto-Verona         | 3-0    | 25-20, 25-22, 25-23               |
| 07-10          | Modena-Latina         | 3-0    | 25-16, 25-16, 25-23               |
| 07-10          | Perugia-Macerata      | 2-3    | 22-25, 23-25, 25-20, 25-18, 12-15 |
| 07-10          | Taranto-Forlì         | 3-0    | 25-20, 25-17, 25-20               |
| 07-10          | Trento-Monza          | 3-0    | 25-18, 26-24, 25-21               |
| 07-10          | Vibo Valentia-Treviso | 2-3    | 20-25, 21-25, 25-22, 25-16, 10-15 |

| Quarta giornata |                      |         |                                   |
|                 |                      |         |                                   |
| Riposa:         | Perugia              | Perugia | Perugia                           |
| 11-10           | Forlì-Pineto         | 3-0     | 25-23, 25-23, 25-20               |
| 11-10           | Latina-Vibo Valentia | 1-3     | 21-25, 19-25, 25-21, 22-25        |
| 11-10           | Modena-Loreto        | 3-0     | 25-21, 25-20, 25-21               |
| 11-10           | Monza-Cuneo          | 3-2     | 25-22, 18-25, 25-22, 31-33, 15-13 |
| 10-10           | Piacenza-Trento      | 1-3     | 25-19, 16-25, 23-25, 23-25        |
| 11-10           | Treviso-Macerata     | 3-0     | 25-23, 25-23, 25-18               |
| 11-10           | Verona-Taranto       | 3-2     | 21-25, 25-22, 25-19, 28-30, 15-10 |

| Quinta giornata |                        |        |                            |
|                 |                        |        |                            |
| Riposa:         | Modena                 | Modena | Modena                     |
| 14-10           | Cuneo-Treviso          | 3-1    | 26-24, 20-25, 25-17, 25-18 |
| 14-10           | Forlì-Latina           | 0-3    | 18-25, 20-25, 23-25        |
| 14-10           | Macerata-Trento        | 0-3    | 17-25, 18-25, 15-25        |
| 14-10           | Monza-Loreto           | 3-1    | 25-19, 19-25, 25-20, 25-19 |
| 14-10           | Perugia-Verona         | 0-3    | 20-25, 16-25, 20-25        |
| 14-10           | Pineto-Taranto         | 1-3    | 22-25, 25-13, 20-25, 25-27 |
| 14-10           | Vibo Valentia-Piacenza | 0-3    | 20-25, 17-25, 21-25        |

| Sesta giornata |                       |         |                                   |
|                |                       |         |                                   |
| Riposa:        | Taranto               | Taranto | Taranto                           |
| 18-10          | Latina-Pineto         | 3-0     | 25-19, 25-19, 25-17               |
| 18-10          | Loreto-Forlì          | 3-1     | 25-18, 25-21, 23-25, 25-23        |
| 18-10          | Modena-Monza          | 3-1     | 25-22, 21-25, 25-12, 25-21        |
| 17-10          | Perugia-Vibo Valentia | 3-1     | 25-23, 21-25, 25-21, 25-22        |
| 18-10          | Piacenza-Macerata     | 2-3     | 25-22, 22-25, 25-20, 18-25, 13-15 |
| 18-10          | Trento-Cuneo          | 3-0     | 25-21, 25-15, 25-22               |
| 18-10          | Verona-Treviso        | 0-3     | 23-25, 22-25, 17-25               |

| Settima giornata |                      |          |                                   |
|                  |                      |          |                                   |
| Riposa:          | Macerata             | Macerata | Macerata                          |
| 21-10            | Cuneo-Perugia        | 3-2      | 27-25, 25-19, 21-25, 21-25, 16-14 |
| 21-10            | Forlì-Piacenza       | 0-3      | 21-25, 18-25, 19-25               |
| 21-10            | Monza-Latina         | 3-0      | 25-22, 25-18, 25-15               |
| 21-10            | Pineto-Verona        | 2-3      | 25-18, 25-18, 19-25, 19-25, 11-15 |
| 21-10            | Trento-Taranto       | 3-0      | 25-22, 25-21, 25-15               |
| 21-10            | Treviso-Modena       | 1-3      | 25-19, 24-26, 20-25, 21-25        |
| 21-10            | Vibo Valentia-Loreto | 3-2      | 36-34, 21-25, 25-22, 23-25, 15-11 |

| Ottava giornata |                      |         |                            |
|                 |                      |         |                            |
| Riposa:         | Treviso              | Treviso | Treviso                    |
| 25-10           | Forlì-Macerata       | 0-3     | 18-25, 20-25, 18-25        |
| 25-10           | Latina-Piacenza      | 1-3     | 25-22, 20-25, 18-25, 23-25 |
| 25-10           | Loreto-Trento        | 0-3     | 15-25, 21-25, 24-26        |
| 24-10           | Modena-Cuneo         | 0-3     | 26-28, 26-28, 18-25        |
| 25-10           | Pineto-Perugia       | 1-3     | 25-23, 21-25, 15-25, 17-25 |
| 25-10           | Taranto-Monza        | 0-3     | 19-25, 23-25, 20-25        |
| 25-10           | Verona-Vibo Valentia | 3-1     | 23-25, 25-16, 29-27, 25-21 |

| Nona giornata |                       |       |                                   |
|               |                       |       |                                   |
| Riposa:       | Cuneo                 | Cuneo | Cuneo                             |
| 31-10         | Macerata-Latina       | 3-1   | 25-16, 25-20, 23-25, 32-30        |
| 01-11         | Monza-Forlì           | 2-3   | 19-25, 25-20, 26-24, 24-26, 14-16 |
| 01-11         | Perugia-Loreto        | 3-0   | 25-21, 25-17, 25-19               |
| 01-11         | Piacenza-Verona       | 3-0   | 25-18, 25-16, 25-14               |
| 12-11         | Trento-Modena         | 3-1   | 15-25, 25-23, 25-22, 25-19        |
| 01-11         | Treviso-Pineto        | 3-1   | 25-20, 25-12, 26-28, 25-23        |
| 01-11         | Vibo Valentia-Taranto | 3-0   | 25-21, 25-22, 28-26               |

| Decima giornata |                        |        |                                   |
|                 |                        |        |                                   |
| Riposa:         | Trento                 | Trento | Trento                            |
| 08-11           | Forlì-Perugia          | 2-3    | 22-25, 25-20, 22-25, 28-26, 12-15 |
| 08-11           | Loreto-Cuneo           | 0-3    | 19-25, 10-25, 18-25               |
| 08-11           | Monza-Pineto           | 3-0    | 25-21, 25-22, 26-24               |
| 08-11           | Piacenza-Modena        | 1-3    | 14-25, 22-25, 25-20, 33-35        |
| 08-11           | Taranto-Treviso        | 3-1    | 28-26, 25-21, 21-25, 25-23        |
| 06-11           | Verona-Latina          | 3-1    | 25-19, 19-25, 25-23, 25-21        |
| 08-11           | Vibo Valentia-Macerata | 3-2    | 19-25, 25-23, 25-19, 20-25, 15-11 |

| Undicesima giornata |                     |        |                                   |
|                     |                     |        |                                   |
| Riposa:             | Loreto              | Loreto | Loreto                            |
| 15-11               | Cuneo-Vibo Valentia | 3-0    | 25-18, 25-18, 25-13               |
| 15-11               | Latina-Perugia      | 1-3    | 25-27, 17-25, 25-21, 20-25        |
| 21-11               | Macerata-Monza      | 3-1    | 25-19, 22-25, 25-23, 28-26        |
| 15-11               | Modena-Taranto      | 3-0    | 29-27, 25-23, 25-23               |
| 15-11               | Pineto-Piacenza     | 0-3    | 18-25, 21-25, 14-25               |
| 15-11               | Trento-Verona       | 3-2    | 25-27, 20-25, 25-18, 25-17, 16-14 |
| 15-11               | Treviso-Forlì       | 3-1    | 25-21, 25-12, 23-25, 25-20        |

| Dodicesima giornata |                  |               |                                   |
|                     |                  |               |                                   |
| Riposa:             | Vibo Valentia    | Vibo Valentia | Vibo Valentia                     |
| 26-11               | Cuneo-Pineto     | 3-0           | 25-13, 25-11, 25-15               |
| 26-11               | Forlì-Trento     | 0-3           | 16-25, 22-25, 16-25               |
| 26-11               | Loreto-Latina    | 3-2           | 32-30, 23-25, 22-25, 25-21, 21-19 |
| 26-11               | Monza-Verona     | 3-1           | 20-25, 25-22, 25-23, 25-22        |
| 26-11               | Perugia-Modena   | 2-3           | 26-24, 25-23, 23-25, 16-25, 6-15  |
| 25-11               | Piacenza-Treviso | 1-3           | 20-25, 17-25, 25-22, 17-25        |
| 26-11               | Taranto-Macerata | 1-3           | 21-25, 25-16, 16-25, 24-26        |

| Tredicesima giornata |                      |        |                            |
|                      |                      |        |                            |
| Riposa:              | Latina               | Latina | Latina                     |
| 29-11                | Macerata-Cuneo       | 1-3    | 25-14, 21-25, 12-25, 20-25 |
| 29-11                | Modena-Vibo Valentia | 3-0    | 26-24, 25-23, 25-23        |
| 29-11                | Piacenza-Perugia     | 3-1    | 25-18, 23-25, 29-27, 26-24 |
| 29-11                | Taranto-Loreto       | 3-1    | 22-25, 25-18, 25-23, 25-23 |
| 29-11                | Trento-Pineto        | 3-0    | 25-23, 25-17, 25-19        |
| 29-11                | Treviso-Monza        | 3-1    | 22-25, 25-22, 26-24, 25-23 |
| 29-11                | Verona-Forlì         | 3-1    | 24-26, 25-20, 25-21, 25-14 |

| Quattordicesima giornata |                     |          |                                   |
|                          |                     |          |                                   |
| Riposa:                  | Piacenza            | Piacenza | Piacenza                          |
| 06-12                    | Cuneo-Latina        | 3-0      | 25-23, 25-23, 25-22               |
| 05-12                    | Forlì-Modena        | 2-3      | 25-18, 17-25, 22-25, 25-21, 11-15 |
| 06-12                    | Macerata-Verona     | 3-1      | 25-13, 19-25, 25-21, 27-25        |
| 06-12                    | Monza-Vibo Valentia | 3-0      | 25-21, 25-23, 25-20               |
| 06-12                    | Perugia-Taranto     | 3-1      | 25-17, 27-29, 26-24, 25-23        |
| 06-12                    | Pineto-Loreto       | 3-2      | 25-17, 23-25, 23-25, 25-17, 15-11 |
| 06-12                    | Treviso-Trento      | 3-2      | 21-25, 25-19, 25-23, 21-25, 15-11 |

| Quindicesima giornata |                     |        |                                  |
|                       |                     |        |                                  |
| Riposa:               | Verona              | Verona | Verona                           |
| 13-12                 | Latina-Treviso      | 2-3    | 23-25, 19-25, 25-20, 26-24, 9-15 |
| 13-12                 | Loreto-Macerata     | 0-3    | 16-25, 22-25, 24-26              |
| 13-12                 | Modena-Pineto       | 0-3    | 17-25, 23-25, 23-25              |
| 13-12                 | Piacenza-Monza      | 3-0    | 25-23, 25-16, 25-15              |
| 13-12                 | Taranto-Cuneo       | 0-3    | 22-25, 20-25, 14-25              |
| 13-12                 | Trento-Perugia      | 3-1    | 21-25, 25-23, 26-24, 25-21       |
| 13-12                 | Vibo Valentia-Forlì | 1-3    | 24-26, 25-21, 21-25, 22-25       |

| Sedicesima giornata |                      |       |                                   |
|                     |                      |       |                                   |
| Riposa:             | Forlì                | Forlì | Forlì                             |
| 19-12               | Latina-Trento        | 0-3   | 23-25, 22-25, 23-25               |
| 20-12               | Macerata-Modena      | 3-1   | 25-23, 22-25, 26-24, 25-22        |
| 20-12               | Monza-Perugia        | 3-2   | 18-25, 24-26, 25-20, 25-21, 17-15 |
| 20-12               | Piacenza-Taranto     | 3-0   | 25-18, 25-17, 25-21               |
| 20-12               | Treviso-Loreto       | 3-0   | 25-17, 27-25, 25-16               |
| 18-12               | Verona-Cuneo         | 1-3   | 25-23, 18-25, 20-25, 22-25        |
| 19-12               | Vibo Valentia-Pineto | 3-1   | 25-22, 25-19, 23-25, 25-23        |

| Diciassettesima giornata |                      |       |                            |
|                          |                      |       |                            |
| Riposa:                  | Monza                | Monza | Monza                      |
| 23-12                    | Cuneo-Forlì          | 3-0   | 25-16, 25-20, 25-20        |
| 23-12                    | Loreto-Piacenza      | 0-3   | 19-25, 21-25, 21-25        |
| 23-12                    | Modena-Verona        | 3-1   | 25-18, 25-20, 22-25, 25-23 |
| 23-12                    | Perugia-Treviso      | 0-3   | 20-25, 13-25, 27-29        |
| 23-12                    | Pineto-Macerata      | 0-3   | 20-25, 13-25, 17-25        |
| 23-12                    | Taranto-Latina       | 1-3   | 18-25, 25-16, 18-25, 19-25 |
| 22-12                    | Trento-Vibo Valentia | 3-0   | 25-18, 26-24, 25-17        |

| Diciottesima giornata |                       |        |                                   |
|                       |                       |        |                                   |
| Riposa:               | Pineto                | Pineto | Pineto                            |
| 27-12                 | Forlì-Taranto         | 0-3    | 26-28, 23-25, 12-25               |
| 27-12                 | Latina-Modena         | 2-3    | 25-27, 22-25, 25-17, 25-17, 13-15 |
| 27-12                 | Macerata-Perugia      | 3-1    | 25-21, 17-25, 25-20, 25-23        |
| 27-12                 | Monza-Trento          | 1-3    | 25-17, 24-26, 23-25, 19-25        |
| 27-12                 | Piacenza-Cuneo        | 3-1    | 27-25, 21-25, 25-22, 25-21        |
| 27-12                 | Treviso-Vibo Valentia | 3-1    | 23-25, 25-20, 25-21, 25-22        |
| 27-12                 | Verona-Loreto         | 3-0    | 25-20, 25-23, 25-23               |

| Diciannovesima giornata |                      |         |                                   |
|                         |                      |         |                                   |
| Riposa:                 | Perugia              | Perugia | Perugia                           |
| 03-01                   | Cuneo-Monza          | 1-3     | 20-25, 25-20, 21-25, 26-28        |
| 03-01                   | Loreto-Modena        | 1-3     | 17-25, 25-19, 22-25, 19-25        |
| 03-01                   | Macerata-Treviso     | 1-3     | 25-21, 16-25, 26-28, 25-27        |
| 02-01                   | Pineto-Forlì         | 0-3     | 18-25, 23-25, 17-25               |
| 03-01                   | Taranto-Verona       | 2-3     | 22-25, 25-18, 13-25, 25-22, 17-19 |
| 03-01                   | Trento-Piacenza      | 3-2     | 23-25, 25-19, 23-25, 25-18, 15-5  |
| 03-01                   | Vibo Valentia-Latina | 2-3     | 25-14, 22-25, 22-25, 31-29, 11-15 |

| Ventesima giornata |                        |        |                                   |
|                    |                        |        |                                   |
| Riposa:            | Modena                 | Modena | Modena                            |
| 09-01              | Latina-Forlì           | 3-2    | 25-20, 24-26, 25-19, 22-25, 15-11 |
| 10-01              | Loreto-Monza           | 3-2    | 25-22, 24-26, 25-23, 20-25, 15-13 |
| 10-01              | Piacenza-Vibo Valentia | 3-0    | 25-15, 25-21, 25-18               |
| 10-01              | Taranto-Pineto         | 3-1    | 25-20, 23-25, 25-22, 25-16        |
| 10-01              | Trento-Macerata        | 3-1    | 25-19, 19-25, 25-22, 25-23        |
| 10-01              | Treviso-Cuneo          | 1-3    | 25-20, 19-25, 23-25, 22-25        |
| 10-01              | Verona-Perugia         | 3-0    | 25-22, 26-24, 25-21               |

| Ventunesima giornata |                       |         |                                   |
|                      |                       |         |                                   |
| Riposa:              | Taranto               | Taranto | Taranto                           |
| 17-01                | Cuneo-Trento          | 3-1     | 18-25, 25-17, 25-17, 25-22        |
| 17-01                | Forlì-Loreto          | 3-1     | 17-25, 25-20, 25-19, 25-19        |
| 17-01                | Macerata-Piacenza     | 3-2     | 25-23, 22-25, 23-25, 25-20, 16-14 |
| 17-01                | Monza-Modena          | 3-1     | 27-25, 16-25, 25-22, 25-15        |
| 17-01                | Pineto-Latina         | 0-3     | 18-25, 22-25, 23-25               |
| 17-01                | Treviso-Verona        | 3-2     | 19-25, 25-20, 22-25, 25-22, 15-10 |
| 16-01                | Vibo Valentia-Perugia | 3-1     | 18-25, 25-16, 25-21, 25-16        |

| Ventiduesima giornata |                      |          |                                   |
|                       |                      |          |                                   |
| Riposa:               | Macerata             | Macerata | Macerata                          |
| 24-01                 | Latina-Monza         | 0-3      | 22-25, 22-25, 21-25               |
| 23-01                 | Loreto-Vibo Valentia | 2-3      | 25-16, 18-25, 19-25, 25-21, 12-15 |
| 24-01                 | Modena-Treviso       | 3-1      | 21-25, 25-23, 35-33, 25-23        |
| 24-01                 | Perugia-Cuneo        | 1-3      | 26-24, 19-25, 21-25, 22-25        |
| 24-01                 | Piacenza-Forlì       | 3-1      | 25-17, 25-21, 21-25, 25-16        |
| 24-01                 | Taranto-Trento       | 0-3      | 18-25, 17-25, 19-25               |
| 24-01                 | Verona-Pineto        | 3-0      | 25-18, 25-12, 25-18               |

| Ventitreesima giornata |                      |         |                            |
|                        |                      |         |                            |
| Riposa:                | Treviso              | Treviso | Treviso                    |
| 07-02                  | Cuneo-Modena         | 3-0     | 25-13, 25-22, 25-18        |
| 07-02                  | Macerata-Forlì       | 3-1     | 22-25, 25-21, 25-19, 25-23 |
| 06-02                  | Monza-Taranto        | 3-0     | 25-17, 27-25, 25-15        |
| 06-02                  | Perugia-Pineto       | 3-0     | 25-22, 25-20, 25-20        |
| 07-02                  | Piacenza-Latina      | 3-1     | 25-20, 25-20, 25-27, 25-22 |
| 06-02                  | Trento-Loreto        | 3-1     | 26-24, 19-25, 25-19, 25-21 |
| 07-02                  | Vibo Valentia-Verona | 0-3     | 21-25, 22-25, 20-25        |

| Ventiquattresima giornata |                       |       |                                   |
|                           |                       |       |                                   |
| Riposa:                   | Cuneo                 | Cuneo | Cuneo                             |
| 14-02                     | Forlì-Monza           | 0-3   | 23-25, 20-25, 21-25               |
| 14-02                     | Latina-Macerata       | 1-3   | 17-25, 20-25, 25-22, 20-25        |
| 14-02                     | Loreto-Perugia        | 0-3   | 19-25, 18-25, 21-25               |
| 14-02                     | Modena-Trento         | 3-2   | 25-23, 23-25, 25-20, 18-25, 15-12 |
| 14-02                     | Pineto-Treviso        | 0-3   | 25-27, 18-25, 16-25               |
| 13-02                     | Taranto-Vibo Valentia | 3-2   | 26-24, 28-26, 28-30, 15-25, 15-13 |
| 14-02                     | Verona-Piacenza       | 3-1   | 29-27, 28-26, 23-25, 25-18        |

| Venticinquesima giornata |                        |        |                                   |
|                          |                        |        |                                   |
| Riposa:                  | Trento                 | Trento | Trento                            |
| 21-02                    | Cuneo-Loreto           | 3-0    | 25-21, 25-16, 25-20               |
| 21-02                    | Latina-Verona          | 1-3    | 25-15, 19-25, 11-25, 16-25        |
| 21-02                    | Macerata-Vibo Valentia | 3-0    | 25-18, 25-19, 25-18               |
| 20-02                    | Modena-Piacenza        | 3-0    | 25-22, 34-32, 25-21               |
| 21-02                    | Perugia-Forlì          | 3-2    | 25-22, 27-25, 22-25, 20-25, 19-17 |
| 21-02                    | Pineto-Monza           | 0-3    | 23-25, 17-25, 17-25               |
| 21-02                    | Treviso-Taranto        | 3-0    | 25-17, 25-19, 25-21               |

| Ventiseiesima giornata |                     |        |                                  |
|                        |                     |        |                                  |
| Riposa:                | Loreto              | Loreto | Loreto                           |
| 27-02                  | Forlì-Treviso       | 0-3    | 24-26, 19-25, 22-25              |
| 28-02                  | Monza-Macerata      | 3-1    | 25-21, 14-25, 27-25, 25-20       |
| 28-02                  | Perugia-Latina      | 3-2    | 27-25, 27-25, 23-25, 22-25, 15-9 |
| 28-02                  | Piacenza-Pineto     | 3-0    | 25-17, 25-21, 25-16              |
| 28-02                  | Taranto-Modena      | 1-3    | 27-25, 19-25, 17-25, 23-25       |
| 28-02                  | Verona-Trento       | 1-3    | 22-25, 25-22, 20-25, 32-34       |
| 28-02                  | Vibo Valentia-Cuneo | 3-0    | 25-17, 26-24, 25-23              |

| Ventisettesima giornata |                  |               |                            |
|                         |                  |               |                            |
| Riposa:                 | Vibo Valentia    | Vibo Valentia | Vibo Valentia              |
| 07-03                   | Latina-Loreto    | 3-1           | 25-19, 25-19, 25-27, 25-18 |
| 07-03                   | Macerata-Taranto | 3-0           | 25-23, 25-20, 25-23        |
| 07-03                   | Modena-Perugia   | 3-0           | 25-22, 25-22, 25-21        |
| 07-03                   | Pineto-Cuneo     | 1-3           | 18-25, 25-23, 15-25, 11-25 |
| 06-03                   | Trento-Forlì     | 3-0           | 25-16, 25-13, 25-18        |
| 07-03                   | Treviso-Piacenza | 3-0           | 25-21, 28-26, 25-23        |
| 06-03                   | Verona-Monza     | 1-3           | 18-25, 25-16, 25-27, 20-25 |

| Ventottesima giornata |                      |        |                                   |
|                       |                      |        |                                   |
| Riposa:               | Latina               | Latina | Latina                            |
| 14-03                 | Cuneo-Macerata       | 3-1    | 23-25, 25-23, 25-17, 25-19        |
| 14-03                 | Forlì-Verona         | 0-3    | 21-25, 24-26, 22-25               |
| 14-03                 | Loreto-Taranto       | 2-3    | 25-19, 22-25, 27-29, 25-22, 6-15  |
| 14-03                 | Monza-Treviso        | 3-2    | 23-25, 24-26, 30-28, 25-22, 15-13 |
| 14-03                 | Perugia-Piacenza     | 3-0    | 26-24, 25-18, 25-19               |
| 14-03                 | Pineto-Trento        | 0-3    | 14-25, 18-25, 14-25               |
| 13-03                 | Vibo Valentia-Modena | 2-3    | 25-22, 22-25, 20-25, 25-21, 12-15 |

| Ventinovesima giornata |                     |          |                                  |
|                        |                     |          |                                  |
| Riposa:                | Piacenza            | Piacenza | Piacenza                         |
| 17-03                  | Latina-Cuneo        | 2-3      | 25-20, 25-22, 14-25, 17-25, 7-15 |
| 17-03                  | Loreto-Pineto       | 3-1      | 25-14, 20-25, 25-23, 25-18       |
| 17-03                  | Modena-Forlì        | 3-0      | 25-22, 25-22, 25-18              |
| 17-03                  | Taranto-Perugia     | 3-1      | 25-22, 25-27, 25-21, 25-19       |
| 17-03                  | Trento-Treviso      | 3-0      | 25-21, 29-27, 35-33              |
| 17-03                  | Verona-Macerata     | 0-3      | 23-25, 23-25, 18-25              |
| 17-03                  | Vibo Valentia-Monza | 1-3      | 25-21, 21-25, 27-29, 21-25       |

| Trentesima giornata |                     |        |                                   |
|                     |                     |        |                                   |
| Riposa:             | Verona              | Verona | Verona                            |
| 21-03               | Cuneo-Taranto       | 3-1    | 29-31, 25-19, 25-21, 27-25        |
| 21-03               | Forlì-Vibo Valentia | 3-0    | 35-33, 25-17, 26-24               |
| 21-03               | Macerata-Loreto     | 3-0    | 25-20, 25-19, 25-20               |
| 21-03               | Monza-Piacenza      | 2-3    | 25-17, 21-25, 25-21, 22-25, 13-15 |
| 21-03               | Perugia-Trento      | 3-1    | 25-14, 25-21, 19-25, 25-19        |
| 21-03               | Pineto-Modena       | 0-3    | 14-25, 21-25, 17-25               |
| 21-03               | Treviso-Latina      | 3-1    | 25-19, 25-20, 21-25, 25-21        |

#### Classifica
| Pos. | Squadra           | Pt | G  | V  | P  | SV | SP | Ratio | PF    | PS    | Ratio |
| ---- | ----------------- | -- | -- | -- | -- | -- | -- | ----- | ----- | ----- | ----- |
| 1.   | Trentino          | 69 | 28 | 23 | 5  | 75 | 27 | 2.777 | 2 418 | 2 150 | 1.124 |
| 2.   | Piemonte          | 65 | 28 | 22 | 6  | 70 | 32 | 2.187 | 2 435 | 2 135 | 1.140 |
| 3.   | Treviso           | 59 | 28 | 21 | 7  | 70 | 38 | 1.842 | 2 569 | 2 357 | 1.089 |
| 4.   | Modena            | 59 | 28 | 21 | 7  | 68 | 38 | 1.789 | 2 475 | 2 334 | 1.060 |
| 5.   | Lube              | 57 | 28 | 20 | 8  | 67 | 40 | 1.675 | 2 461 | 2 332 | 1.055 |
| 6.   | Gabeca            | 55 | 28 | 18 | 10 | 66 | 43 | 1.534 | 2 507 | 2 418 | 1.036 |
| 7.   | Piacenza          | 53 | 28 | 17 | 10 | 62 | 41 | 1.512 | 2 408 | 2 261 | 1.065 |
| 8.   | BluVolley Verona  | 44 | 28 | 15 | 13 | 55 | 50 | 1.100 | 2 376 | 2 337 | 1.016 |
| 9.   | Perugia           | 39 | 28 | 13 | 15 | 53 | 58 | 0.913 | 2 487 | 2 499 | 0.995 |
| 10.  | Callipo           | 31 | 28 | 10 | 18 | 43 | 63 | 0.682 | 2 352 | 2 437 | 0.965 |
| 11.  | Prisma Taranto    | 30 | 28 | 10 | 18 | 40 | 63 | 0.634 | 2 270 | 2 424 | 0.936 |
| 12.  | Top Volley Latina | 24 | 28 | 7  | 21 | 41 | 69 | 0.594 | 2 393 | 2 537 | 0.943 |
| 13.  | Forlì             | 21 | 28 | 6  | 22 | 31 | 70 | 0.442 | 2 138 | 2 385 | 0.896 |
| 14.  | Loreto            | 18 | 28 | 5  | 23 | 31 | 75 | 0.413 | 2 235 | 2 492 | 0.896 |
| 15.  | Pineto            | 6  | 28 | 2  | 26 | 15 | 80 | 0.187 | 1 864 | 2 290 | 0.813 |

| Qualificata ai play-off scudetto | Retrocessa in Serie A2 |

### Play-off scudetto

#### Tabellone
|  | Quarti | Quarti           | Quarti | Quarti | Quarti | Quarti | Quarti |          |         | Semifinali | Semifinali | Semifinali | Semifinali | Semifinali | Semifinali | Semifinali |   |          | Finale | Finale   | Finale |
|  |        |                  |        |        |        |        |        |          |         |            |            |            |            |            |            |            |   |          |        |          |        |
|  | 1      | Trentino         | 3      | 3      | 3      |        |        |          |         |            |            |            |            |            |            |            |   |          |        |          |        |
|  | 1      | Trentino         | 3      | 3      | 3      |        |        |          |         |            |            |            |            |            |            |            |   |          |        |          |        |
|  | 8      | BluVolley Verona | 0      | 2      | 0      |        |        |          |         |            |            |            |            |            |            |            |   |          |        |          |        |
|  | 8      | BluVolley Verona | 0      | 2      | 0      |        | 1      | Trentino | 3       | 3          | 0          | 3          |            |            |            |            |   |          |        |          |        |
|  |        |                  |        |        |        |        |        | Trentino | 3       | 3          | 0          | 3          |            |            |            |            |   |          |        |          |        |
|  |        |                  |        |        |        |        |        |          |         | 5          | Lube       | 0          | 2          | 3          | 2          |            |   |          |        |          |        |
|  | 5      | Lube             | 3      | 3      | 2      | 3      |        |          |         | 5          | Lube       | 0          | 2          | 3          | 2          |            |   |          |        |          |        |
|  | 5      | Lube             | 3      | 3      | 2      | 3      |        |          |         |            |            |            |            |            |            |            |   |          |        |          |        |
|  | 4      | Modena           | 1      | 2      | 3      | 0      |        |          |         |            |            |            |            |            |            |            |   |          |        |          |        |
|  | 4      | Modena           | 1      | 2      | 3      | 0      |        |          |         |            |            |            |            |            |            |            | 1 | Trentino | 1      |          |        |
|  |        |                  |        |        |        |        |        |          |         |            |            |            |            |            |            |            | 1 | Trentino | 1      |          |        |
|  |        |                  |        |        |        |        |        |          |         |            |            |            |            |            |            |            |   |          | 2      | Piemonte | 3      |
|  | 3      | Treviso          | 3      | 0      | 3      | 3      |        |          |         |            |            |            |            |            |            |            |   |          | 2      | Piemonte | 3      |
|  | 3      | Treviso          | 3      | 0      | 3      | 3      |        |          |         |            |            |            |            |            |            |            |   |          |        |          |        |
|  | 6      | Gabeca           | 2      | 3      | 1      | 0      |        |          |         |            |            |            |            |            |            |            |   |          |        |          |        |
|  | 6      | Gabeca           | 2      | 3      | 1      | 0      |        | 3        | Treviso | 1          | 3          | 1          | 1          |            |            |            |   |          |        |          |        |
|  |        |                  |        |        |        |        |        | 3        | Treviso | 1          | 3          | 1          | 1          |            |            |            |   |          |        |          |        |
|  |        |                  |        |        |        |        |        |          |         | 2          | Piemonte   | 3          | 0          | 3          | 3          |            |   |          |        |          |        |
|  | 7      | Piacenza         | 0      | 1      | 0      |        |        |          |         | 2          | Piemonte   | 3          | 0          | 3          | 3          |            |   |          |        |          |        |
|  | 7      | Piacenza         | 0      | 1      | 0      |        |        |          |         |            |            |            |            |            |            |            |   |          |        |          |        |
|  | 2      | Piemonte         | 3      | 3      | 3      |        |        |          |         |            |            |            |            |            |            |            |   |          |        |          |        |
|  | 2      | Piemonte         | 3      | 3      | 3      |        |        |          |         |            |            |            |            |            |            |            |   |          |        |          |        |

#### Risultati
| Quarti di finale |                 |     |                                   |
|                  |                 |     |                                   |
| 24-03            | Trento-Verona   | 3-0 | 25-22, 25-17, 25-30               |
| 27-03            | Modena-Macerata | 1-3 | 23-25, 25-20, 19-25, 23-25        |
| 28-03            | Treviso-Monza   | 3-2 | 25-20, 25-21, 22-25, 22-25, 15-11 |
| 01-04            | Cuneo-Piacenza  | 3-0 | 25-16, 25-21, 25-19               |

| 28-03 | Verona-Trento   | 2-3 | 18-25, 25-23, 25-21, 14-25, 12-15 |
| 31-03 | Macerata-Modena | 3-2 | 21-25, 25-21, 25-18, 21-25, 15-11 |
| 01-04 | Monza-Treviso   | 3-0 | 25-18, 25-18, 25-17               |
| 05-04 | Piacenza-Cuneo  | 1-3 | 24-26, 30-28, 24-26, 23-25        |

| 31-03 | Trento-Verona   | 3-0 | 25-21, 25-17, 25-21               |
| 04-04 | Modena-Macerata | 3-2 | 21-25, 25-22, 14-25, 25-23, 15-11 |
| 05-04 | Treviso-Monza   | 3-1 | 25-20, 25-22, 22-25, 25-12        |
| 08-04 | Cuneo-Piacenza  | 3-0 | 25-18, 25-22, 25-19               |

| 10-04 | Macerata-Modena | 3-0 | 25-22, 25-13, 25-21 |
| 11-04 | Monza-Treviso   | 0-3 | 20-25, 21-25, 21-25 |

| Semifinali |                 |     |                            |
|            |                 |     |                            |
| 18-04      | Cuneo-Treviso   | 3-1 | 23-25, 25-18, 25-23, 25-20 |
| 18-04      | Trento-Macerata | 3-0 | 25-18, 25-19, 25-22        |

| 21-04 | Macerata-Trento | 2-3 | 17-25, 25-17, 25-19, 19-25, 10-15 |
| 21-04 | Treviso-Cuneo   | 3-0 | 25-20, 29-27, 25-15               |

| 25-04 | Cuneo-Treviso   | 3-1 | 25-10, 25-20, 22-25, 28-26 |
| 25-04 | Trento-Macerata | 0-3 | 21-25, 23-25, 23-25        |

| 28-04 | Macerata-Trento | 2-3 | 26-28, 29-27, 25-17, 23-25, 11-15 |
| 29-04 | Treviso-Cuneo   | 1-3 | 27-29, 23-25, 25-22, 19-25        |

| Finale |              |     |                            |
|        |              |     |                            |
| 09-05  | Trento-Cuneo | 1-3 | 25-14, 20-25, 22-25, 20-25 |

## Verdetti
| Squadra  | Qualificazione           |
| -------- | ------------------------ |
| Piemonte | Champions League 2010-11 |
| Trentino | Champions League 2010-11 |
| Treviso  | Champions League 2010-11 |
| Modena   | Coppa CEV 2010-11        |
| Lube     | Challenge Cup 2010-11    |
| Loreto   | Serie A2 2010-11         |
| Pineto   | Serie A2 2010-11         |

## Premi individuali
| Premio               | Nome                | Squadra  |
| -------------------- | ------------------- | -------- |
| Miglior allenatore   | Alberto Giuliani    | Piemonte |
| Miglior Under-23     | Gabriele Maruotti   | Treviso  |
| Miglior pubblico     | -                   | Trentino |
| Miglior arbitro      | Paolo Barbero       | -        |
| Miglior realizzatore | Ángel Dennis        | Modena   |
| Miglior ricezione    | Alessandro Paparoni | Lube     |
| Miglior servizio     | Osmany Juantorena   | Trentino |
| Miglior attaccante   | Leonel Marshall     | Piacenza |
| Miglior centrale     | Luigi Mastrangelo   | Piemonte |
| Miglior servizio     | Igor Omrčen         | Lube     |
| Miglior muro         | Konstantin Shumov   | Loreto   |
| Miglior attaccante   | Mauro Gavotto       | Gabeca   |

## Statistiche
| Rendimento individuale | Rendimento individuale | Rendimento individuale | Rendimento individuale |
| Pos.                   | Nome                   | Punti                  | Squadra                |
| ---------------------- | ---------------------- | ---------------------- | ---------------------- |
| 1                      | Ángel Dennis           | 588                    | Modena                 |
| 2                      | Igor Omrčen            | 569                    | Lube                   |
| 2                      | Mauro Gavotto          | 569                    | Gabeca                 |
| 4                      | Jan Štokr              | 514                    | Perugia                |
| 5                      | Alessandro Fei         | 480                    | Treviso                |
| 6                      | Michał Łasko           | 471                    | BluVolley Verona       |
| 7                      | Vladimir Nikolov       | 444                    | Piemonte               |
| 8                      | Hristo Zlatanov        | 436                    | Piacenza               |
| 9                      | Cristian Savani        | 433                    | Perugia                |
| 10                     | Rodrigo Pinto          | 420                    | Prisma Taranto         |
| 10                     | Cleber de Oliveira     | 420                    | Prisma Taranto         |

| Attacchi vincenti | Attacchi vincenti | Attacchi vincenti | Attacchi vincenti |
| Pos.              | Nome              | Punti             | Squadra           |
| ----------------- | ----------------- | ----------------- | ----------------- |
| 1                 | Mauro Gavotto     | 526               | Gabeca            |
| 2                 | Ángel Dennis      | 492               | Modena            |
| 3                 | Igor Omrčen       | 483               | Lube              |
| 4                 | Jan Štokr         | 419               | Perugia           |
| 5                 | Alessandro Fei    | 398               | Treviso           |
| 6                 | Michał Łasko      | 377               | BluVolley Verona  |
| 7                 | Hristo Zlatanov   | 373               | Piacenza          |
| 8                 | Rodrigo Pinto     | 367               | Prisma Taranto    |
| 8                 | Vladimir Nikolov  | 367               | Piemonte          |
| 10                | Leondino Giombini | 358               | Top Volley Latina |

| Muri vincenti | Muri vincenti       | Muri vincenti | Muri vincenti     |
| Pos.          | Nome                | Punti         | Squadra           |
| ------------- | ------------------- | ------------- | ----------------- |
| 1             | Konstantin Shumov   | 101           | Loreto            |
| 2             | Simone Buti         | 88            | Gabeca            |
| 3             | Francesco Fortunato | 86            | Piemonte          |
| 4             | Luigi Mastrangelo   | 83            | Piemonte          |
| 5             | Luca Tencati        | 75            | Callipo           |
| 6             | Novica Bjelica      | 74            | Piacenza          |
| 7             | Johannes Bontje     | 70            | Treviso           |
| 8             | Emanuele Birarelli  | 58            | Trentino          |
| 9             | Michał Łasko        | 57            | BluVolley Verona  |
| 10            | Riccardo Spairani   | 55            | Top Volley Latina |
| 10            | Marko Podraščanin   | 55            | Lube              |

| Battute vincenti | Battute vincenti  | Battute vincenti | Battute vincenti |
| Pos.             | Nome              | Punti            | Squadra          |
| ---------------- | ----------------- | ---------------- | ---------------- |
| 1                | Igor Omrčen       | 56               | Lube             |
| 2                | Matej Kazijski    | 55               | Trentino         |
| 3                | Osmany Juantorena | 51               | Trentino         |
| 4                | Cristian Savani   | 46               | Perugia          |
| 5                | Ángel Dennis      | 44               | Modena           |
| 6                | Novica Bjelica    | 44               | Piacenza         |
| 7                | Jan Štokr         | 43               | Perugia          |
| 8                | Goran Marić       | 40               | Forlì            |
| 9                | Alessandro Fei    | 39               | Treviso          |
| 10               | Hristo Zlatanov   | 38               | Piacenza         |

| Ricezioni perfette | Ricezioni perfette  | Ricezioni perfette | Ricezioni perfette |
| Pos.               | Nome                | Punti              | Squadra            |
| ------------------ | ------------------- | ------------------ | ------------------ |
| 1                  | Andrea Giovi        | 345                | Top Volley Latina  |
| 2                  | Matej Černič        | 318                | Perugia            |
| 3                  | Cleber de Oliveira  | 306                | Prisma Taranto     |
| 4                  | Jean-François Exiga | 299                | Gabeca             |
| 5                  | Daniele De Pandis   | 280                | Forlì              |
| 6                  | Jeroen Rauwerdink   | 266                | Gabeca             |
| 7                  | Alessandro Farina   | 261                | Treviso            |
| 8                  | Andrij Djačkov      | 253                | Loreto             |
| 8                  | Davide Marra        | 253                | Loreto             |
| 10                 | Fosco Cicola        | 249                | Callipo            |

NB: I dati sono riferiti esclusivamente alla regular season.